# Carnevale di Mamoiada

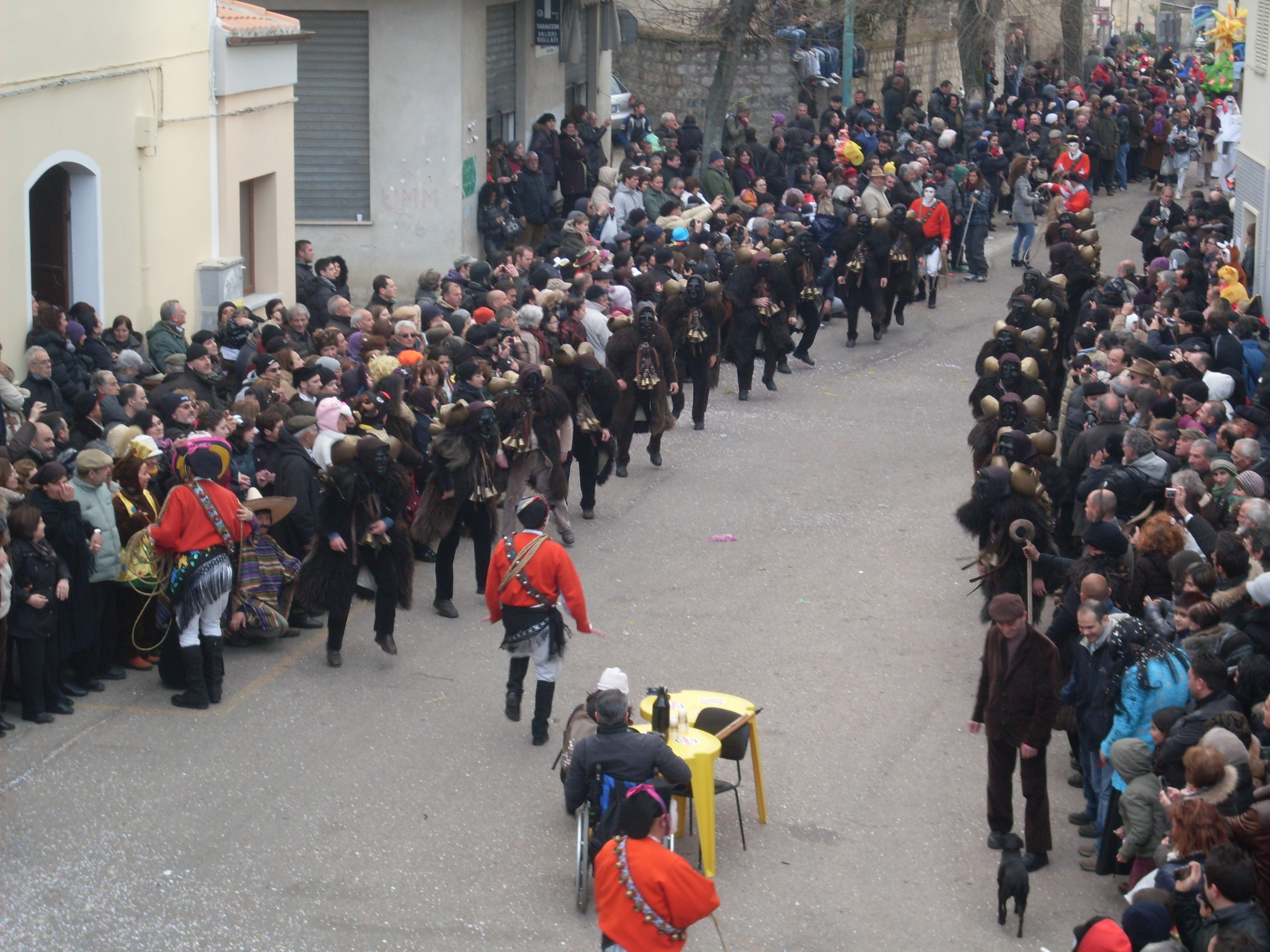
Sfilata di mamuthones e issohadores

Il Carnevale di Mamoiada è "uno degli eventi più celebri del folclore sardo" . Le sue maschere sono:
- I Mamuthones: uomini col viso ricoperto da una maschera nera dai rozzi lineamenti, vestiti con pellicce scure e provvisti di campanacci appesi sulla schiena. Fanno la prima apparizione il 17 gennaio in occasione della festa di sant'Antonio, subito dopo per la domenica e il martedì del carnevale mamoiadino; oggi sono anche attrazione di molte feste folkloristiche di altri paesi dell'isola e nel mondo.[2][3]

- Gli Issohadores: uomini vestiti in corpetto rosso, maschera bianca, sa berritta (copricapo), cartzas (o cartzones, pantaloni bianchi) e s'issalletu (piccolo scialle), che scortano i Mamuthones.  Con dei lacci catturano le giovani donne in segno di buon auspicio per una buona salute e fertilità. Un tempo venivano catturati i proprietari terrieri per augurare loro una buona annata ed essi, per sdebitarsi dell'onore ricevuto, portavano tutto il gruppo a casa loro e offrivano vino e dolci. Oggi l'attenzione spesso viene rivolta alle autorità locali, ma l'intento rimane immutato.[4][5]